# Setmana Santa a Gandia
La Setmana Santa de Gandia és una festa religiosa que se celebra a Gandia des de l'any 1951, quan es va reprendre la festa de commemoració de la passió i mort de Jesús després de la Guerra Civil Espanyola. Va ser declarada Festa d'interès Turístic Nacional el 2 d'octubre de 2019.
Està formada per dihuit germandats i organitzada per la Junta Major de Germandats de Setmana Santa.

## Història
La Setmana Santa de Gandia naix com una representació popular de la passió, mort i resurrecció de Jesús. Era realitzada a la Plaça del Mercat de la ciutat per histrions (actors) que no eren professionals, sinó gent del mateix poble. Pel que fa a les Germandats, allà pel segle xix, tenen el seu origen en associacions gremials o oficis, com ara els llauradors en la de l'Oració de Jesús en l'Hort, els fusters en la del nostre Pare Jesús Natzarè, els comerciants de tèxtil en la de la Santa Faç...
Des de mitjan segle xix sorgeixen les primeres Germandats a la ciutat, les quals participen en processons durant la Setmana Santa. Aquestes processons s'interrompen amb l'arribada de la Guerra Civil Espanyola (1936-39), durant la qual es perdrà la majoria del patrimoni artístic que atresorava la Setmana Santa de la població.
La Setmana Santa de Gandia renaix novament els anys cinquanta del segle xx, concretament el 1951 amb la participació de set germandats en la processó del Sant Enterrament. El 10 de febrer de 1955 s'aproven els estatuts de la Junta Major de Germandats de Setmana Santa, associació que aglutina les Germandats de la ciutat amb la finalitat d'organitzar i donar major esplendor i religiositat a la mateixa.
L'acte més genuí de la Setmana Santa gandienca és la Visitatio Sepulchri, un drama litúrgic instituït en 1550 per l'IV Duc de Gandia, Sant Francesc de Borja, on es relata l'enterrament de Crist, la visita de les Maries al sepulcre i l'aparició de l'àngel anunciador de la resurrecció. S'interpreta el Dissabte Sant per l'Orfeó Borja, amb textos i música originals atribuïts a San Francisco de Borja i reconstruïts pel catedràtic de música Sr. José María Vives Ramiro.

## Germandats[7]
La Setmana Santa de Gandia està composta actualment per dihuit germandats, que desfilen segons l'ordre de la Passió de Jesús.
Germandat de l'Entrada de Jesús a Jerusalem
Creada en 1982 per components del grup sinòdic de la Parròquia de Santa Maria Magdalena de Beniopa. El seu grup escultòric és de l'escultor valencià Efraín Gómez Montón, compost per cinc figures (Jesús, la burreta, dos apòstols i un xiquet) al qual adornen amb palmes.
Té com a pròpia la processó del Dissabte de Passió pels carrers de la seua barriada de Beniopa.
Germandat del Sant Sopar Vivent
Es funda l'any 1977 tenint com a seu la parròquia de Santa Anna de Gandia. Naix després de la realització d'un Viacrucis vivent i, a partir d'això, participen de les processons amb una anda on tretze homes representen l'últim sopar de Jesús amb menjar i beguda reals. Cada cert temps, Jesús eleva el pa i el calze per demostrar a la gent que observa la processó que són persones reals i no escultures. Realitza processons penitencials pròpies el Dimarts Sant i el Dijous Sant.
Germandat de la Sagrada Oració de Jesús en l'Hort
Existent al segle xix, es refunda en 1951. El seu grup escultòric està compost per un Crist Orador de l'escola de Salzillo, datat de 1783, i un Àngel d'Antonio Sanjuán Villalba, a més del tron-anda del mateix autor. Porta també una olivera que col·loquen nova cada any. Desfila el Dilluns Sant.
Germandat de Sant Pere Apòstol
Es va fundar al segle xix per estudiants de Batxillerat del Real Col·legi de l'Escola Pia, i es refunda el 1960 per alumnes del mateix col·legi. El grup escultòric compost per Sant Pere i un gall i el tron-anda són de l'escultor Rafael Grafiá Jornet. Des de 2002 compten amb una segona imatge, El nostre Senyor del Perdó, realitzada per Rafael i Miguel Angel Grafiá mentre que el tron-anda és de José Manuel Montagud. Compta amb la processó penitencial de les tres negacions el Divendres de Passió i la pròpia del Dimarts Sant.
Germandat del Santíssim Crist del Silenci
Es crea el 1952 amb caràcter penitencial. Realitzen promesa de mantenir silenci abans d'iniciar les seues processons. El Crist del Silenci és obra de l'escultor Antonio Sanjuán Villalba, i el 1991 es va realitzar la imatge de La nostra Senyora del Silenci, obra de Ricardo Rico Tormo. El Dimecres Sant realitzen la seua processó.
Germandat de la Flagel·lació de Jesús lligat a la Columna
Es refunda el 1952 i el 1966 es crea dins de la germandat una secció de penitents, que desfilen amb cadenes i sis creus. El seu grup escultòric (Crist subjecte a la columna, dos botxins amb flagels i un romà) i tron-anda és d'Antonio Sanjuán Villaba, i desfilen el Dilluns Sant en processó penitencial i el Dimarts Sant a la seua pròpia.
Germandat del Santíssim Crist Ecce-Homo
Participava ja de les processons a mitjan segle xix, i es refunda el 1952, molt arrelada al barri del Raval i a la seua parròquia de Sant Josep. Vicente Geriqué Chust és l'autor del grup escultòric (Jesús, Pilat, un romà i un esclau negre) i el tron-anda. Fa processó amb ells una talla d'un metre d'altura, coneguda popularment com a Ecciamet (diminutiu d'Ecce Homo), que data del segle xviii i és propietat dels veïns del carrer Algepseria, que la van salvar de la crema en la Guerra Civil. Processona el Dimarts Sant en el seu Via-Crucis i el Dimecres Sant en la seua processó.
Germandat del nostre Pare Jesús Natzaré
Es refunda el 1954 i processona amb un Jesús amb la Creu de Vicente Rodilla Zanón. Des de 2001 compten amb la imatge de Maria Mare, de Ricardo Rico Tormo. El tron-anda és de Vicente Català Peiró. Desfilen el Dimecres Sant en la processó de les tres caigudes i el Dijous Sant en la seua processó.
Germandat de la Santa Faç
Es funda el 1954 gràcies a comerciants adscrits al gremi del tèxtil. Miguel Ángel Casañ és l'autor del seu grup escultòric format per Crist carregant la creu al costat del Cirineu i la Verònica esbandint el seu rostre. Processonen el Dilluns Sant en el seu Via-Crucis i el Dimarts Sant en la seua processó.
Germandat de Crist Jacent en la Crucifixió
Es funda el 1986, i realitzen la imatge titular del seu Crist el 2002, per mitjà de l'escultor Ricardo Rico Tormo. Anteriorment havien desfilat amb un Crist propietat de l'Església del Palau Ducal. El Diumenge de Rams a la nit realitzen el trasllat de la seua imatge, i el Dijous Sant té lloc la seua processó.
Germandat del Santíssim Crist de les Angoixes
Es crea el 1954, molt vinculada al barri de la Sagrada Família - Corea i a la seua parròquia. L'escultor Miguel Ángel Casañ va realitzar el seu grup escultòric format per un Crist clavat en la creu i als seus peus Maria, Joan i Magdalena. El Dilluns Sant tenen la Solemne Baixada del Crist, i desfilen en la seua processó pròpia el Dijous Sant.
Germandat del Santíssim Crist de la Bona Mort
Es funda l'any 1956, vinculada a la parròquia de Crist Rei. La seua imatge de Crist Crucificat és de José Rausell Sanchis (1957) i el tron-anda, de Juan Ros Martí (1982). Ramón Cuenca Santo realitza el 2003 la seua segona imatge de la Mare de Déu del Consol amb Sant Joan en el Calvari. El Dimarts Sant realitzen la Solemne Baixada del Crist i Viacrucis, mentre que el Dijous Sant realitzen la seua processó.
Germandat de la Mare de Déu Dolorosa
Existent a la fi del segle xix, es refunda l'any 1953. Antonio Sanjuán Villalba realitza l'anda processional en 1954 i desfila amb la imatge de la Mare de Déu Dolorosa propietat de la Congregació de Dones de La nostra Senyora dels Dolors, actualment en la Insigne Col·legiata de Gandia, fins que el 1986 s'encarrega al mateix escultor la realització d'una imatge. Eixen de processó Divendres de Dolor amb la processó penitencial dels Set Dolors de Maria i el Dijous Sant amb la seua processó.
Germandat del Davallament
Es funda l'any 1955 en la barriada del Grau de Gandia, molt vinculat a la seua parròquia de Sant Nicolás. El seu grup escultòric, compost per set figures més la creu, és obra de l'escultor Miguel Ángel Casañ. Caminen pels carrers del Grau el Dimecres Sant en el seu Viacrucis i el Dijous Sant en la seua processó.
Germandat de La nostra Senyora de la Pietat
Es funda l'any 1991, de manera que és la més recent de les quals componen la Setmana Santa. El seu grup escultòric, basat en l'obra de la Pietat de Miquel Àngel, va ser realitzat per José Estopinyà. Tenen una processó penitencial el Divendres de Dolor, i la seua pròpia processó té lloc el Dijous Sant.
Germandat del Sant Sepulcre
També existeix des del segle xix, es refunda el 1950. El Cos de la Guàrdia Civil ostenta la distinció de Germà Major Honorari, participant de les seues desfilades. Antonio Sanjuán Villalba realitza un tron-sepulcre consistent en una urna sepulcral amb un crist jacent. El 1990, José Rausell Sanchis realitza la imatge de la Mare de Déu de l'Esperança. Com a pròpia tenen la processó de la Mare de Déu de l'Esperança el Dimecres Sant.
Germandat de la Santíssima Creu
Datada al segle xix per mitjà de l'Associació de Cavallers de la Santa Creu, va ser la primera germandat a refundar-se després de la Guerra Civil Espanyola, el 1940. La Creu amb la qual processionen és de Francisco Pérez Gomar, i el 1952 van realitzar el seu tron-anda, obra l'escultor Antonio Sanjuán Villalba. El 2004, l'escultor Ricardo Rico Tormo va realitzar la imatge de Maria Magdalena. Amb ella processionen el Dimecres Sant.
Germandat de la Mare de Déu de la Soledat
Es refunda el 1952 vinculada a l'Església del Palau Ducal, i Antonio Sanjuán Villalba realitza la Mare de Déu de la Soledat, una imatge de vestir, a la qual Ramón Granell posa tron-anda el 1954. Al segle xix desfilava amb una Verge de la Solitud atribuïda al mestre Salzillo, desapareguda durant la Guerra Civil. Fan processó el Dissabte Sant.

## Junta Major de Germandats de Setmana Santa
Es funda el 1955 com a associació religiosa que aglutina les Germandats de la ciutat de Gandia. El 1957 s'adquireix la imatge del Crist Ressuscitat, obra de l'escultor Antonio Sanjuán Villalba. El 1980 se celebren les noces de plata, per la qual cosa s'adquireix un "local-museu", situat al carrer Abad Sola 108-110 de Gandia, per situar imatges, trons-andes i altres elements que conformen la Setmana Santa de la ciutat. Aquest "local-museu" va ser ampliat el 1996. El 1995 va ser seu de la VIII Trobada Nacional de Confraries Penitencials.
El 1988 es realitza el I Congrés de la Setmana Santa de Gandia, que té lloc cada quatre anys, i on es tria al President de la Junta Major de Germandats. El màxim òrgan de govern és la seua Assemblea, composta per tres assemblearis per cadascuna de les dihuit germandats que la componen.

### President de la Junta Major de Germandats
El president de la Junta Major de Germandats és triat durant el Congrés (des de 1988) per un període de quatre anys, amb opció a ser reelegit per un altre període de la mateixa durada.
| Nom                       | Període       |
| ------------------------- | ------------- |
| Bernardino Lledó Sanchis  | 1955 - 1963   |
| Alfonso Peiró Castillo    | 1963 - 1973   |
| José Manuel Ramos Renau   | 1973 - 1978   |
| Francisco Moragues Mas    | 1978 - 1986   |
| Jordi Todolí Morant       | 1986 - 1988   |
| Antonio Picot Pellicer    | 1988 - 1996   |
| Juan Miguel Lloret Miñana | 1996 - 2004   |
| Jesús Montolío Escrig     | 2004 - 2012   |
| María José Martí Ferrer   | 2012 - 2020   |
| Emili Ripoll Gimeno       | 2020 - actual |

### Padrina de la Setmana Santa i Cambrera del Crist Ressuscitat
Cada any, la Junta Major de Germandats de Setmana Santa tria una dona que considera que reuneix les qualitats necessàries per ser la Padrina de la Setmana Santa de Gandia, la qual ostenta també el càrrec de Cambrera de la imatge titular de la Junta Major, el Crist Ressuscitat. Abans de 1985, les Padrines ostentaven també els càrrecs de Fallera Major de Gandia i Reines de la Fira i Festes.
| Nom                           | Any  | Germandat                                 |
| ----------------------------- | ---- | ----------------------------------------- |
| Marta Boluda Vicedo           | 1985 | Sant Pere Apòstol                         |
| Amparo Vila Blasco            | 1986 | Sant Sepulcre                             |
| Carla Climent Pascual         | 1987 | Santa Faç                                 |
| Inmaculada Bañuls Ros         | 1988 | Mare de Déu de la Soledat                 |
| María Vicenta Guerola Belda   | 1989 | Sant Sopar                                |
| Inmaculada Lloret Miñana      | 1990 | Crist del Silenci                         |
| Mari Carmen Vila Marzal       | 1991 | Davallament                               |
| María Vicenta Ribes Broseta   | 1992 | Crist de les Angoixes                     |
| María Dolores Ribera Ibáñez   | 1993 | Santíssima Creu                           |
| María Dolores Pastor García   | 1994 | Oració de Jesús en l'Hort                 |
| Mari Carmen Miret Gregori     | 1995 | El nostre Pare Jesús Natzaré              |
| Mónica Martínez Pallarés      | 1996 | Crist de la Bona Mort                     |
| Consuelo Gimeno Sendra        | 1997 | Crist Ecce-Homo                           |
| Lorena Moragues Martínez      | 1998 | Flagel·lació de Jesús lligat a la Columna |
| Ana Isabel Llopis García      | 1999 | Entrada de Jesús a Jerusalem              |
| Inmaculada Montolío Falquet   | 2000 | Mare de Déu Dolorosa                      |
| Consuelo Rees Prieto          | 2001 | Crist Jacent                              |
| Cristina Santandreu Mascarell | 2002 | Mare de Déu de la Pietat                  |
| Irene Peiró Faus              | 2003 | El nostre Pare Jesús Naztaré              |
| Fely Muñoz Lizarbe            | 2004 | Oració de Jesús en l'Hort                 |
| Myriam Velázquez Martí        | 2005 | Mare de Déu de la Solitud                 |
| Àngels Roselló Estruch        | 2006 | Santa Faç                                 |
| María José Almiñana Pellicer  | 2007 | Crist de la Bona Mort                     |
| María Rosario Llobell Subiela | 2008 | Sant Sepulcre                             |
| María Luisa Romero Martí      | 2009 | Oració de Jesús en l'Hort                 |
| Begoña Ramos Bellver          | 2010 | El nostre Pare Jesús Natzaré              |
| Consuelo Monzó Escrivà        | 2011 | Crist de les Angoixes                     |
| María José Tarrazó Martí      | 2012 | Crist Ecce-Homo                           |
| María Teresa Moll Martínez    | 2013 | Sant Pere Apòstol                         |
| María Sanchis Simó            | 2014 | Crist del Silenci                         |
| Maite Vidal Nogueres          | 2015 | Sant Sopar                                |
| Dolors Pallàs Moncho          | 2016 | Davallament                               |
| Carmen Gregori Abad           | 2017 | Mare de Déu de la Pietat                  |
| Paqui García Juan             | 2018 | Flagel·lació de Jesús lligat a la Columna |
| Paula Beltrán Alandete        | 2019 | Santíssima Creu                           |
| Xaro Pérez Aparisi            | 2020 | Entrada de Jesús a Jerusalem              |
| Xaro Pérez Aparisi            | 2021 | Continua amb motiu de la Covid19          |

## La dona en la Setmana Santa
Encara que inicialment la Setmana Santa era pròpia d'homes (només ells podien caminar en processó) en els anys setanta hi comencen a aparèixer dones, que en silenci i amb el més absolut anonimat, desfilen en les processons. És a la fi d'aquesta dècada i més activament a partir dels huitanta, quan les Germandats de Gandia comencen a admetre dones confrares. El 1979 ho aproven en la seua Assemblea les Germandats de Sant Pere Apòstol i Davallament, el 1982 l'Ecce-Homo... i així moltes més fins a arribar a la plena integració de la dona.
En el 7é Congrés de Setmana Santa és triada per primera vegada una dona per ostentar el càrrec de President de la Junta Major de Germandats de Gandia, que va recaure en la persona de Maria José Martí Ferrer.